# 100 Brygada Grenadierów do zadań specjalnych
100 Brygada Grenadierów do zadań specjalnych, niem. Grenadier – Brigade z. b. V. 100 – jedna z niemieckich brygad grenadierów. Utworzona w lutym 1945 roku na Łużycach z Grupy Berger (Gruppe Berger). Składała się z dwóch pułków Volkssturmu (94. i 97.) i 100. Kompanii Niszczycieli Czołgów. Walczyła m.in. w rejonie Chociebuża.